# Raiamas christyi
Raiamas christyi (Boulenger, 1920) è un pesce d'acqua dolce appartenente alla famiglia Cyprinidae.

## Distribuzione e habitat
Proviene dal bacino del Congo.

## Descrizione
Presenta un corpo di forma cilindrica, allungato e di una colorazione prevalentemente grigia, con delle linee verticali più scure e il ventre leggermente più pallido. La pinna caudale è trasparente e biforcuta. La lunghezza massima registrata è di 17,7 cm.

## Comportamento
Di solito nuota in banchi non particolarmente ampi.

## Alimentazione
La sua dieta è composta prevalentemente da insetti. 